# 矢吹荘司
矢吹 荘司（やぶき そうじ、1884年（明治17年）4月6日 - 没年不明）は、福島県常磐市（現・いわき市）長（1期）。

## 来歴
福島県磐前郡湯本村（のち石城郡湯本村→石城郡湯本町→常磐市、現・いわき市）出身。福島県立磐城中学校（現・福島県立磐城高等学校）中退。地元で農業、運送業、土建業、旅館業などを営む。湯本町会議員、湯本町助役を経て、湯本町長を2期務める。1954年湯本町が市制施行し、「常磐市」が発足、これに伴い常磐市長となる。
1957年の常磐市長選挙に立候補したが、常磐炭鉱労働組合長の磯野清治に敗れた。1964年の常磐市制施行10周年の記念式典には「自治功労者」として矢吹が表彰されたが、冊子には「故矢吹荘司」と書かれていた。時期は不明だが、落選後に死去したと推測される。